# Cerkiew św. Marcina Wyznawcy w Moskwie
Cerkiew św. Marcina Wyznawcy – prawosławna cerkiew w Moskwie, w rejonie Tagańskim, przy ul. Sołżenicyna, w dekanacie Opieki Matki Bożej eparchii moskiewskiej miejskiej.

## Historia
Pierwsza cerkiew na tym miejscu wzmiankowana była w 1492 r. W latach 1793–1806 według projektu Rodiona Kazakowa wzniesiono nową świątynię w stylu klasycystycznym. Fundatorem cerkwi był kupiec i burmistrz Moskwy Wasilij Żygariew, który sam miał swój dom w sąsiadującej ze świątynią Aleksiejewskiej Słobodzie. Pod koniec XIX w. budowlę otoczono murem, a we wnętrzu wykonane zostały freski. Ich autorem był włoski malarz Antonio Claudi, który wcześniej pracował w cerkwi św. Tatiany Rzymianki w gmachu Uniwersytetu Moskiewskiego.
Cerkiew była czynna do 1931 r. Następnie została zamknięta, w latach 50. odremontowana, a w latach 80. zaadaptowana na magazyn państwowego domu książki. Ikonostas ze świątyni przeniesiono do moskiewskiego Muzeum Architektury. W 1991 r. budynek poświęcono ponownie i wznowiono odprawianie w nim nabożeństw.

## Architektura
Cerkiew reprezentuje styl klasycystyczny. Główną nawę monumentalnej świątyni wzniesiono na planie prostokąta, wieńcząc ją kopułą w formie rotundy. W narożnikach nawy znajdują się cztery bębny. Na elewacji frontowej, nad przedsionkiem wzniesiona jest trójkondygnacyjna dzwonnica, w której dolna kondygnacja wzniesiona jest również na planie prostokąta, natomiast dwie wyższe – na planie cylindrycznym, zwężając się ku górze. Całość wieńczy iglica. Od strony północnej i południowej przy nawie cerkiewnej wzniesiono monumentalne portyki z rzędami kolumn porządku toskańskiego.
Główny ołtarz cerkwi nosi wezwanie Wniebowstąpienia Pańskiego, jednak w powszechnym użyciu jest nazwa cerkwi odnosząca się do patrona ołtarza bocznego – św. papieża Marcina, w tradycji prawosławnej Marcina Wyznawcy. Rzadkie w rosyjskich cerkwiach wezwanie wybrano, gdyż budowa pierwszej cerkwi na tym miejscu rozpoczęła się w dniu wstąpienia na tron Wasyla III, gdy wypadało wspomnienie św. Marcina. Patronką drugiego ołtarza bocznego jest Gruzińska Ikona Matki Bożej.